# Jean de Jourens
Ne doit pas être confondu avec Jean Jouffroy.
Jean de Jourens, mais l'on trouve également les formes Joffrévy, Jouffroi/Jouffroy, né en 1309 et mort en 1361, est un prélat français du XIVe siècle.

## Biographie

### Origines
La forme de son nom varie dans la documentation. Ainsi la Gallia Christiana indique Joannes Joffrevy, mais ajoute également les formes Jofeuvry, Jouffroy, Jaussent ou encore de Gaussens. Dans le diocèse de Valence, les auteurs mentionnent Jean Joffrévy,, Jean Jouffroy/Joffrevy. À Riez, il est désigné sous Jean Joffrenti et à Elne, sous la forme Jean Jofrevi. Jacques-Paul Migne (1851) mentionne les formes Jaussens, Jaurens ou Jossevry.
Jean de Jourens serait né le 24 novembre 1309, selon le missel qu'il a lui même annoté,. Les éléments de sa vie sont d'ailleurs principalement connues grâce à ces annotations, ainsi que les bulles papales,.
Il est originaire du Limousin.

### Carrière religieuse
Jean de Jourens est licencié en juin 1339, puis docteur en droit de l'université de Toulouse le 1er octobre suivant,.
Il est un proche du cardinal Gérard de La Garde, neveu du pape Clément VI. À la mort du cardinal, il est fait auditeur du palais. Son missel indique l'année 1362 [sic] pour ce titre.
Il reçoit son ordination sacerdotale le 1er mars 1345.
Selon la bulle de nomination sur le siège de Riez, il porte, en 1348, les titres d'archidiacre de Lisieux, docteur-ès-lois et chapelain du pape.

### Carrière épiscopale
Jean de Jourens gouverne successivement cinq diocèses en un peu moins de treize ans : Riez (1348-1352), Valence et Die (1352-1354), sous le nom de Jean III, Luçon (1354), sous le nom de Jean II, Elne (1354-1357), sous le nom de Jean Ier, et enfin Le Puy (1357-1361), sous le nom de Jean III.
Le 14 août 1348, il est nommé sur le trône épiscopal de Riez, en Provence. Il reçoit son sacrement l'année suivante, au mois de mars.
Alors qu'il est présent en Avignon, à la cour papale, il est nommé à la tête de Valence et Die (Dauphiné), le 2 mars 1352. Le 11 juin, il se rend à Die. Un nouveau pape est élu, Innocent VI. Ce dernier reste attentif aux tensions qui perdurent entre l'Église de Valence et les comtes de Valentinois. Il charge notamment le cardinal-évêque Bertrand de Deaux de servir d'intermédiaire entre les deux parties. Malgré cela, le conflit éclate. Le pape, aidé par Henri II de Villars, archevêque de Lyon et gouverneur du Dauphiné, doivent intervenir pour obtenir la fin des hostilités, une promesse de trêve est faite.
Le 5 mai 1354, il est nommé sur le siège de Luçon (Bas-Poitou). Quelques mois plus tard, le 21 novembre, il est transféré sur le siège d'Elne (Roussillon),.
En 1355, le pape Innocent VI le charge d'aller en Angleterre, avec Androin de la Roche, abbé de Cluny, pour négocier la paix entre les rois de France et d'Angleterre, et empêcher la rupture qui allait éclater entre Jean II le Bon, roi de France, et Charles, roi de Navarre. Le pape le charge ensuite de négocier la paix entre Jean, comte d' Armagnac, et Gaston, comte de Foix.[réf. nécessaire]
Le 28 avril 1357, il est nommé sur le trône épiscopal du Puy (Velay ). Il reçoit le pape Innocent VI.
Jean de Jourens meurt en 1361, selon la tradition. Toutefois, le Gallia christiana novissima fait observer que « le Gallia le fait mourir en 1361, ou même en 1359, quoique ces dates soient en désaccord avec celle de 1362, qui est marquée dans les notes du missel comme l'année où il fut fait auditeur du palais ».

## Armoiries
| Blason | Blasonnement : d'argent à trois merlettes d'azur avec une bordure de même. Commentaires : En illustration de son missel. |